# Thesium impressum
Thesium impressum är en sandelträdsväxtart som beskrevs av Ernst Gottlieb von Steudel och A. Dc.. Thesium impressum ingår i släktet spindelörter, och familjen sandelträdsväxter. Inga underarter finns listade i Catalogue of Life.